# Anthurium alatum
Anthurium alatum är en kallaväxtart som beskrevs av Adolf Engler. Anthurium alatum ingår i släktet Anthurium och familjen kallaväxter. Inga underarter finns listade.